# Biochemisch zuurstofverbruik
Het biochemisch zuurstofverbruik (ook wel foutief biologisch zuurstofverbruik genoemd) geeft de hoeveelheid zuurstof aan die benodigd is voor de afbraak van organische stoffen in water door micro-organismen. De eenheid waarin het wordt aangeduid is milligram zuurstof per liter. Het geeft daarmee aan hoe sterk "vervuild" (belast) het water is met deze stoffen.
De term "biochemische zuurstofvraag" wordt in België voor het begrip gehanteerd. Internationaal wordt de afkorting BOD (biochemical oxygen demand) veel gebruikt. 
Het biochemisch zuurstofverbruik is naast het chemisch zuurstofverbruik (CZV) een in de milieuchemie en milieuwetgeving veel gebruikte maat voor de belasting van het oppervlaktewater met afvalstoffen.

## Maat voor vervuiling
Strikt genomen is de term 'vervuiling' niet correct. Het biochemisch zuurstofverbruik is slechts een maat voor de hoeveelheid zuurstof die nodig is om in het water aanwezig organisch materiaal door micro-organismen tot CO2 en H2O te laten afbreken. Dit materiaal kan ook afkomstig zijn van boombladeren of waterplanten die van nature en bij een niet verstoord biotoop aanwezig (kunnen) zijn.
Door de grote hoeveelheid zuurstof die water uit de lucht kan opnemen, komt de normale toestand neer op een vrij lage biochemisch zuurstofverbruik. In de herfst en winter is het biochemisch zuurstofverbruik hoger dan in het voorjaar en de zomer.